# Апостольская префектура Вичады
Апостольская префектура Вичады (лат. Praefectura Apostolica de Vichada) — упразднённая апостольская префектура Римско-Католической Церкви, существовавший в XX веке в Колумбии.

## История
7 апреля 1956 года Римский папа Пий XII учредил апостольскую префектуру Вичады, выделив её из апостольского викариата Вильявисенсио (сегодня — Архиепархия Вильявисенсио). Юрисдикция апостольской префектуры распространялась на всю территорию департамента Вичада.
22 декабря 1999 года Римский папа Иоанн Павел II выпустил буллу «Spiritali fidelium», которой упразднил апостольскую префектуру Вичады, разделив её территорию между новыми апостольскими викариатами Пуэрто-Гаитана и Пуэрто-Карреньо.

## Ординарии апостольской префектуры
- священник Emiliano Pied S.M.M.[1] (31.07.1956 — 1962);
- священник Alfonso Cuypers SMM (22.01.1963 — 1969);
- священник Lucreciano Onofre Gonsalez SMM (28.03.1969 — 1974);
- священник José Aurelio Gutierrez Rozo SMM (6.05.1977 — 22.12.1999).